# Jスルーカード
Jスルーカード（ジェイスルーカード）は、西日本旅客鉄道（JR西日本）及び近畿日本鉄道(近鉄)で発売されていたストアードフェアシステムカード。2008年に発売を終了し、2009年で自動改札機、自動精算機では使用できなくなった。

## 概要
1999年2月26日の発売開始当初はJR西日本のJスルー導入エリアだけで使用できたが、2001年10月14日からは近畿日本鉄道（近鉄）の一部路線（大阪線青山町駅以西のうち田原本線・吉野線・けいはんな線を除く路線）での使用開始を皮切りに2001年12月15日より伊丹市営バス、2002年には明石市営バスや近鉄バスの一部路線などでも使えるようになった。ただし、伊丹市営バスではICカード乗車券「itappy」の導入準備による運賃箱機種更新に伴い2007年10月31日をもって使用を終了した。
発売額はJR西日本での発売開始当初は3,000円、5,000円の2種類のみであった。1,000円券については、発売開始記念の特別デザインカード(2種)を除き発売されていなかったが、1999年8月11日より常時発売されるようになった。小児用のカードは発行されていなかった。
近鉄が加入する頃から発行されていたJスルーカードには裏面に「J」というマークが印字されている。それ以前のJスルーカードの一部にはこの「J」が印字されていないカードがあり、このカードでは近鉄線を利用できないという仕様があった。

## Jスルー
JR西日本の自動改札機は、これまで日本国有鉄道（国鉄）時代から引き続き京都駅烏丸東口と片町線（学研都市線）片町駅 - 松井山手駅間（京橋駅は西口のみ）で導入されていたが、1997年3月8日からJスルーとして新しい自動改札システムが導入され、同日開業したJR東西線全駅、片町線（学研都市線）京橋駅 - 松井山手駅間と大正駅に導入した。これに引き続き、1998年度はJR京都線・JR神戸線および大阪環状線などの82駅に、1999年度は琵琶湖線および阪和線を中心に138駅に導入する計画で設置が進められた。
導入が遅かっただけあり、Jスルーの自動改札機は当初から乗車券類の2枚投入（出場のみ）に対応している。当時の関西圏で2枚投入対応機の一斉導入は前例がないため、導入当初は改札機に2枚投入できるキャッチコピーとして「1、2、スルー」でアピールしていた。ただし、初期に導入されたものは乗車券の2枚処理に時間が掛かり、その分客を待たせてしまう事になるため、他社の従来機に比べると全長がやや長めに設計されているという特徴がある。
なお、2008年3月15日に開業した島本駅・須磨海浜公園駅・はりま勝原駅とおおさか東線各駅、および同年10月18日に開業した桂川駅には岡山・広島地区と同型の機種にJスルーカードを処理する機能を追加した3枚処理が可能な全長が短い自動改札機が設置されている。

## 発売終了
2008年9月15日最終列車をもってJスルーカードの発売を終了したが、期日前であっても在庫がなくなった駅から順次発売を終了している。そして2009年3月1日最終列車をもって自動改札機と自動精算機での対応を終了した。なお、近鉄バスや明石市営バスでの利用も同日に終了した。上記の理由が、ICOCA・PiTaPaの普及に伴う利用減少および使用済みカードの発生を止める事による環境配慮のためとしている。現在でも、自動券売機で乗車券に引き換えることができ無手数料で払い戻しができる（近鉄では、2023年1月31日をもって自動券売機での乗車券への引き換えを終了。2033年1月31日をもって払い戻し対応を終了予定）。

## 導入事業者一覧
- 導入日はその事業者の路線でJスルーカードが利用可能になった最初の日である。
- 漢字略号は乗車駅の社・局名としてカード裏面に印字される文字である。
- 英字略号は降車駅の社・局名としてカード裏面に印字される文字である。

### 鉄道事業者
| 事業者名                   | 漢字略号 | 英字略号 | 導入日         | 利用終了日   |
| -------------------------- | -------- | -------- | -------------- | ------------ |
| 西日本旅客鉄道（JR西日本） | JR西     | JN       | 1999年2月26日※ | 2009年3月1日 |
| 近畿日本鉄道               | 近鉄     | KT       | 2001年10月14日 | 2009年3月1日 |

- ※ 西日本旅客鉄道（JR西日本）

簡易改札機設置駅は2002年3月23日に使用開始（Jスルー専用処理機で対応）。

### バス事業者
| 事業者名                     | 印字     | 導入日         | 利用終了日     |
| ---------------------------- | -------- | -------------- | -------------- |
| 伊丹市交通局（伊丹市営バス） | 伊市バス | 2001年12月15日 | 2007年10月31日 |
| 近鉄バス                     | 近鉄バス | 2002年3月21日  | 2009年3月1日   |
| 明石市交通部（明石市営バス） | 明市バス | 2002年4月16日  | 2009年3月1日   |

- 各社・局共高速バスや定期観光バスでは利用できない。

## Jスルーカードが利用できた鉄道・バス路線

### 西日本旅客鉄道
- 東海道本線（琵琶湖線・JR京都線・JR神戸線）：米原駅 - 神戸駅
- 山陽本線（JR神戸線・和田岬線）：神戸駅 - 相生駅、兵庫駅 - 和田岬駅
- 北陸本線（琵琶湖線）：米原駅 - 長浜駅
- 山陰本線（嵯峨野線）：京都駅 - 園部駅
- 湖西線：山科駅 - 近江舞子駅（近江今津駅でも窓口にて精算のみ利用可能）
- 草津線：草津駅 - 貴生川駅
- 奈良線：全線
- 関西本線（大和路線）：加茂駅 - JR難波駅
- 大阪環状線：全線
- 桜島線（JRゆめ咲線）：全線
- JR東西線：全線
- 片町線（学研都市線）：全線
- 阪和線：全線
- 関西空港線：全線
- 福知山線（JR宝塚線）：尼崎駅 - 篠山口駅
- 和歌山線：王寺駅 - 高田駅
- 赤穂線：相生駅 - 播州赤穂駅
- 桜井線：全線
- おおさか東線：放出駅 - 久宝寺駅

### 近畿日本鉄道
おおむね青山町駅以西でのみ使用できた。具体的な利用可能エリアは以下の通り。
- 難波線：大阪難波駅 - 大阪上本町駅
- 大阪線：大阪上本町駅 - 青山町駅
- 信貴線：河内山本駅 - 信貴山口駅
- 奈良線：布施駅 - 近鉄奈良駅
- 生駒線：生駒駅 - 王寺駅
- 京都線：京都駅 - 大和西大寺駅（竹田駅では自動精算機と自動券売機のみ利用可能[6]）
- 橿原線：大和西大寺駅 - 橿原神宮前駅
- 天理線：平端駅 - 天理駅
- 南大阪線：大阪阿部野橋駅 - 橿原神宮前駅
- 長野線：古市駅 - 河内長野駅
- 御所線：尺土駅 - 近鉄御所駅
- 道明寺線：道明寺駅 - 柏原駅（柏原南口駅では自動精算機と自動券売機のみ利用可能）

なお、エリア外の一部の駅でもJスルーカードを使用して自動券売機で乗車券の購入が可能であった。
スルッとKANSAIエリアのうち、けいはんな線はJスルーカードのエリア外であった。一方、道明寺線はスルッとKANSAIのエリア外であった。

### 近鉄バス
- 近鉄バス（茨木地区を除く）

### 明石市交通部
- 明石市営バス　2012年3月17日をもって、神姫バス・山陽バス両社に移管。

### 伊丹市交通局
- 伊丹市営バス（2007年10月31日をもって使用終了）

## 歴史
- 1997年（平成9年）3月8日：JR東西線・片町線（学研都市線）など一部の駅で「Jスルー」の自動改札システムの使用を開始[1]。Jスルーのエリアは順次拡大。
- 1999年（平成11年）2月26日：ストアードフェアシステムを導入し、Jスルーカードの使用を開始[1]。カードは3000円券・5000円券が発売された[1]。
  - 8月11日：1000円券を発売開始[7]。
- 2001年（平成13年）10月14日：近鉄と伊丹市営バスでJスルーカードを導入。
- 2002年（平成14年）：明石市営バス・近鉄バスでJスルーカードを導入。
- 2007年10月31日：伊丹市営バスでJスルーカードの利用を終了。
- 2008年9月15日：JR西日本と近鉄でJスルーカードの発売を終了。
- 2009年3月1日：近鉄バス・明石市営バスでのJスルーカードの利用を終了。JR西日本・近鉄では、自動改札機・自動精算機での利用を終了。
- 2023年1月31日：近鉄での自動券売機での利用を終了。